# 八尾市入札妨害恐喝事件
八尾市入札妨害恐喝事件（やおしにゅうさつぼうがいきょうかつじけん）とは、2006年8月20日、大阪府八尾市の部落解放同盟大阪府連合会八尾支部相談役（元支部長）のMが、極右団体の主宰者とともに、市の発注による公共事業で下請け業者から現金180万円を脅し取って逮捕された事件。

## 概要
Mは八尾市同和問題協議委員という公的な肩書きを持つほか、NPO法人「八尾市人権安中地域協議会」理事長や山口組系山健組系健竜会相談役の肩書きを持ち、地元の顔役として公共工事を仕切り、「八尾で仕事がしたければオレに断りなしに絶対にさせん」と豪語し、ゼネコンから工事の受注額の約3パーセントを「同和事業への寄付金」名目で巻き上げていた。市職員の中にはMに迎合する者もおり、業者に公共工事を発注する際には「Mさんを通してくれ」と指示していたという。
このMは、市営住宅の改修工事を請け負った業者に対し、知人の会社に仕事を回すよう要求したが、業者に断られると政治結社「皇義塾」塾長とともに「八尾で仕事できんようにしたる。わしをなめとったらあかんぞ」などと脅し、地元寄付金の名目で100万円を脅し取った。Mは別の工事でも同様の恐喝をおこない、80万円をせしめていた。Mはまた、市立保育所の移管先を自らが評議員を務める社会福祉法人に変更するよう市幹部を脅して強要し、職務強要罪でも逮捕された。
その後、Mから健竜会に1800万円が振り込まれていることが大阪府警の調べで判明した。健竜会相談役の肩書の使用料とみられた。2006年12月12日には、地元の複数少年への暴行傷害事件で再逮捕された。これとは別個に、Mは2002年11月にも市内の中学生11名を授業中に堂々と拉致し、安中解放会館に監禁する事件を起こしている。
2007年10月29日、Mは大阪地裁で懲役4年6月の実刑判決を受けた。
服役後、2014年5月29日にMは2000万円の詐欺容疑で逮捕。また2015年5月にも300万円の横領容疑で逮捕されている。

## 犯人のプロフィール
Mは飛鳥会事件の小西邦彦の元運転手であり、暴力団関係者で、部落解放同盟の支部長や社会福祉法人役員をつとめるなど、小西と共通点が多い。
このことから、本事件を飛鳥会事件やハンナン事件、大阪府同和建設協会談合事件、芦原病院問題、京都市環境局不祥事、奈良市部落解放同盟員給与不正受給事件などと同様、同和対策関連法終了（2002年）に伴う同和優遇行政（同和利権）の揺り戻しと見る向きもある。